# Blaž Farčnik
Blaž Farčnik, rojen kot Jožef Franc Farčnik slovenski rimskokatoliški duhovnik in slikar, * 6. marec 1879, Ljubljana, † 29. december 1945, Trogir (Hrvaška).

## Življenje in delo
Bil je nezakonski otrok Marije Farčnik. Končal je ljudsko šolo in 5 razredov gimnazije v Ljubljani, stopil v frančiškanski red, kjer je dobil redovniško ime Blaž. Končal je gimnazijo na samostanski šoli v Gorici,  prva dva letnika teologije v Kamniku in zadnja dva v Ljubljani ter bil 1902 posvečen v duhovnika. Od 1911 je študiral slikarstvo v Institutu di Belle Arti v Firencah, bil od 1915–1919 interniran v mestu Fonni na Sardiniji, ter nato dokončal študij slikarstva v Firencah.
Poslikal je baziliko v Fonniju, po vrnitvi v domovino romarsko cerkev Vnebovzetja Device Marije v Novi Štifti pri Ribnici (v kupoli: Marijino vnebovzetje in nebeška slava; pod kupolo: apostoli ob Marijinem grobu, Oznanjenje, Obiskovanje, Jezusovo rojstvo, Sv. trije kralji, 12 letni Jezus v templju, »Veseli se nebes kraljica!«), naslikal več nabožnih slik na platno (npr. Sv. Klara, v frančiškanski cerkvi v Zagrebu, 1924; Sv. Paškal, v frančiškanski zasebni kapeli v Ljubljani, 1924; Karmelska Mati božja, v cerkvici na Selu pri Ljubljani, 1925); naredil stenske freske: Nebeška gloria in druge v cerkvi sv. Frančiška v Šiški (1930-35).